# Denís Jodykin
Denís Jodykin (Moscú; 6 de julio de 1999) es un patinador artístico sobre hielo ruso campeón mundial junior en 2018 en parejas junto a Daria Pavliuchenko.
En el Skate America de 2019, Jodykin ganó la medalla de bronce, de nuevo junto a Pavliuchenko.

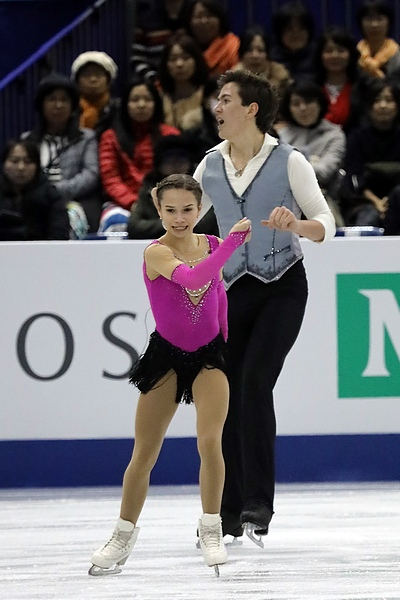
Pavliuchenko y Jodykin en 2018